# Vorpommern-Greifswald
Districtul Vorpommern-Greifswald este un district din statul federal german Mecklenburg-Pomerania Occidentală. Este situat aproape în totalitate în partea centrală și de sud a provinciei istorice Pomerania de Vest, dar include și o mică parte, de lângă lacul Galenbecker See, din provincia istorică Mecklenburg și orașul Strasburg din Uckermark, la sud de acesta.
Reședință de district este orașul hanseatic Greifswald. Există filiale ale administrației districtuale în Pasewalk și Anklam. Pe lângă aceste două orașe, și Wolgast și Ueckermünde sunt centre importante la nivel local. Districtul este membru al  Euroregiunii Pomerania.